# Museu Jueu de Florència
El Museu Jueu de Florència (italià: 'Museo Ebraico di Firenze') és un museu d'història jueva situat a la Gran Sinagoga de Florència, Itàlia. El museu, que consta de dos espais de la Gran Sinagoga, compta amb una important col·lecció d'objectes antics d'art cerimonial jueu, evidència l'alt nivell artístic assolit en el món jueu-italià en l'àmbit de les arts aplicades. Els seus exhibicions il·lustren la història dels jueus florentins des dels primers assentaments fins a la reconstrucció de la postguerra (de la Segona Guerra Mundial), fent ús d'antigues fotografies, pel·lícules i una gran quantitat d'objectes d'ús diari i commemoratiu.

## Descripció
EL museu jueu ocupa dos espais en dues plantes del temple israelita de Florència. El primer inaugurat a la primera planta el 1981 (any d'inauguració del museu) per una iniciativa inicialment coneguda com "Friends of the Jewish Museum of Florence", amb exhibicions que ofereixen una ressenya històrica de la comunitat jueva de Florenia i les seves relacions amb la ciutat. Una col·lecció de fotos documenta els llocs principals de la congregació jueva de Florència, amb reproduccions del Mapa de Buonsignori i de l'antic gueto, entre d'altres. Inclou també una col·lecció de mobles i objectes de culte que van ser utilitzats en els serveis religiosos, com també peces de tèxtil i joieria que daten des del segle XVI fins a principis del segle xviii.
La segona planta es va obrir amb l'ampliació del museu el 2007, i conté objectes i mobiliària relacionats amb els esdeveniments més significatius de la vida jueva, rituals familiars i festivitats religioses. Un espai està dedicat a la memòria de l'Holocaust, amb projeccions d'imatges a la paret de fons. Els visitants poden accedir des de tots els espais a una àrea informàtica, d'on es connecta amb altres museus i centres jueus del món.
El museu compta amb guies que acompanyen els visitants a través del complex, proporcionant-los informació i tota mena d'anècdotes sobre la cultura i patrimoni jueus. A la sortida del museu es passa per una botiga-llibreria i un jardí on els visitants poden descansar.

## Open House
Cada any al setembre la Gran Sinagoga i, per tant, el Museu Jueu, celebra l'esdeveniment Open House (jornada de portes obertes), dirigit al públic en el marc del Dia Europeu de la Cultura Jueva. El 2010, l'Open House va atreure a més de 60.000 visitants, destacant la seva exhibició d'obres mestres creades per artistes jueus, i deixant accessibles parts de l'edifici normalment tancades a el públic.